# فروردرادیل
فروردرادیل (به هلندی: Ferwerderadeel) یک منطقهٔ مسکونی در هلند است که در فریسلاند واقع شده‌است. فروردرادیل ۱ متر بالاتر از سطح دریا واقع شده‌است.

## نگارخانه

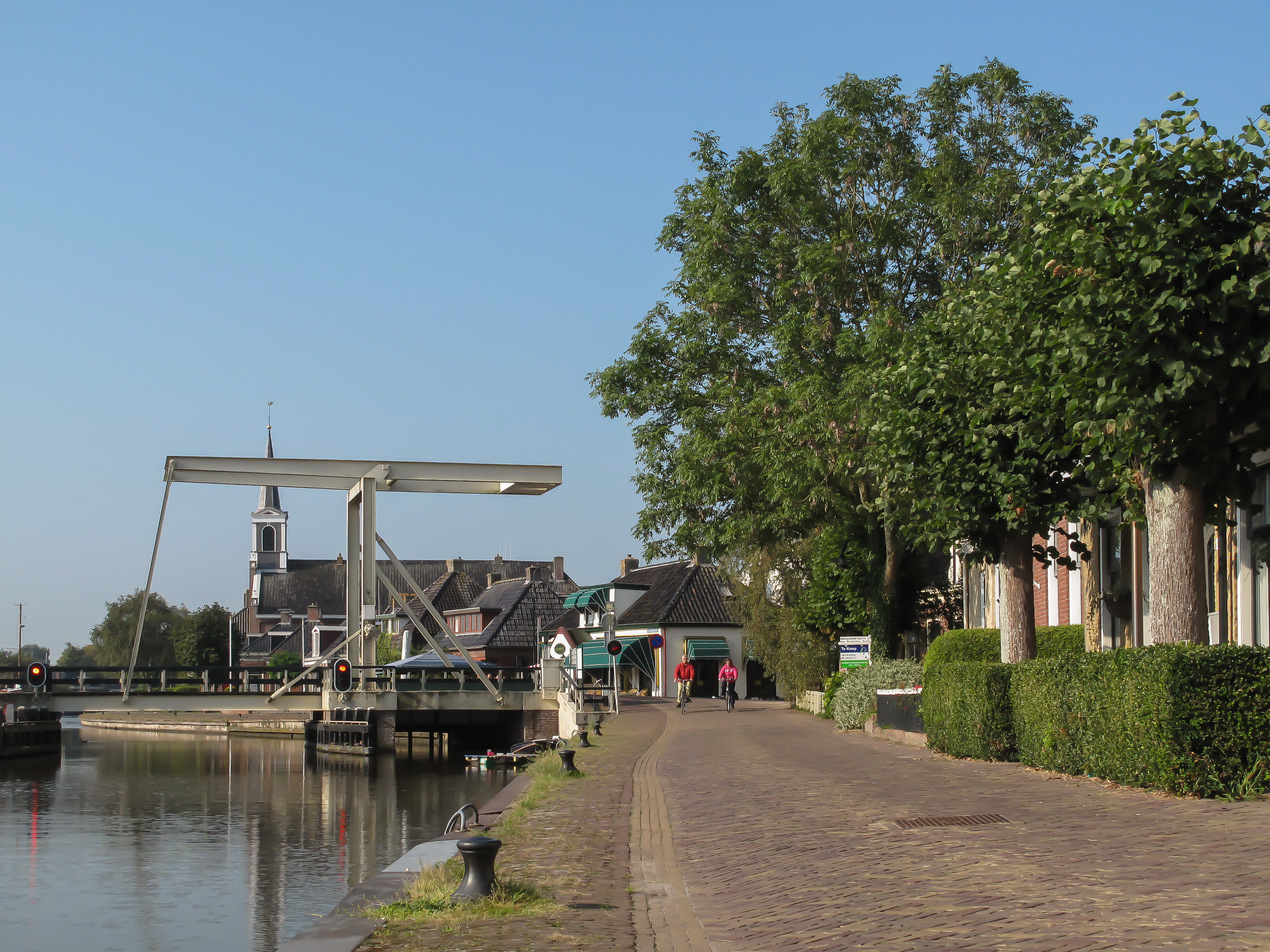
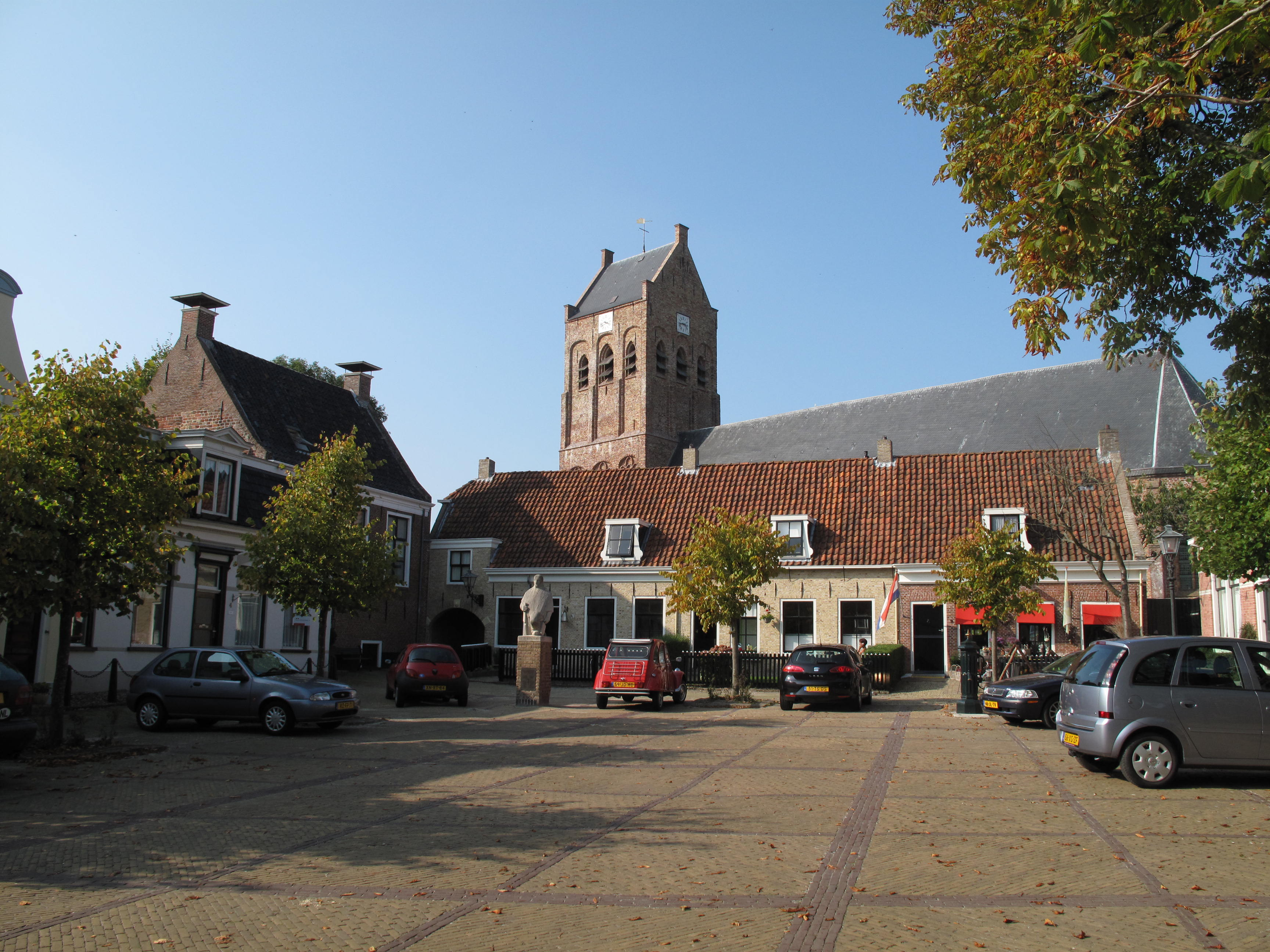
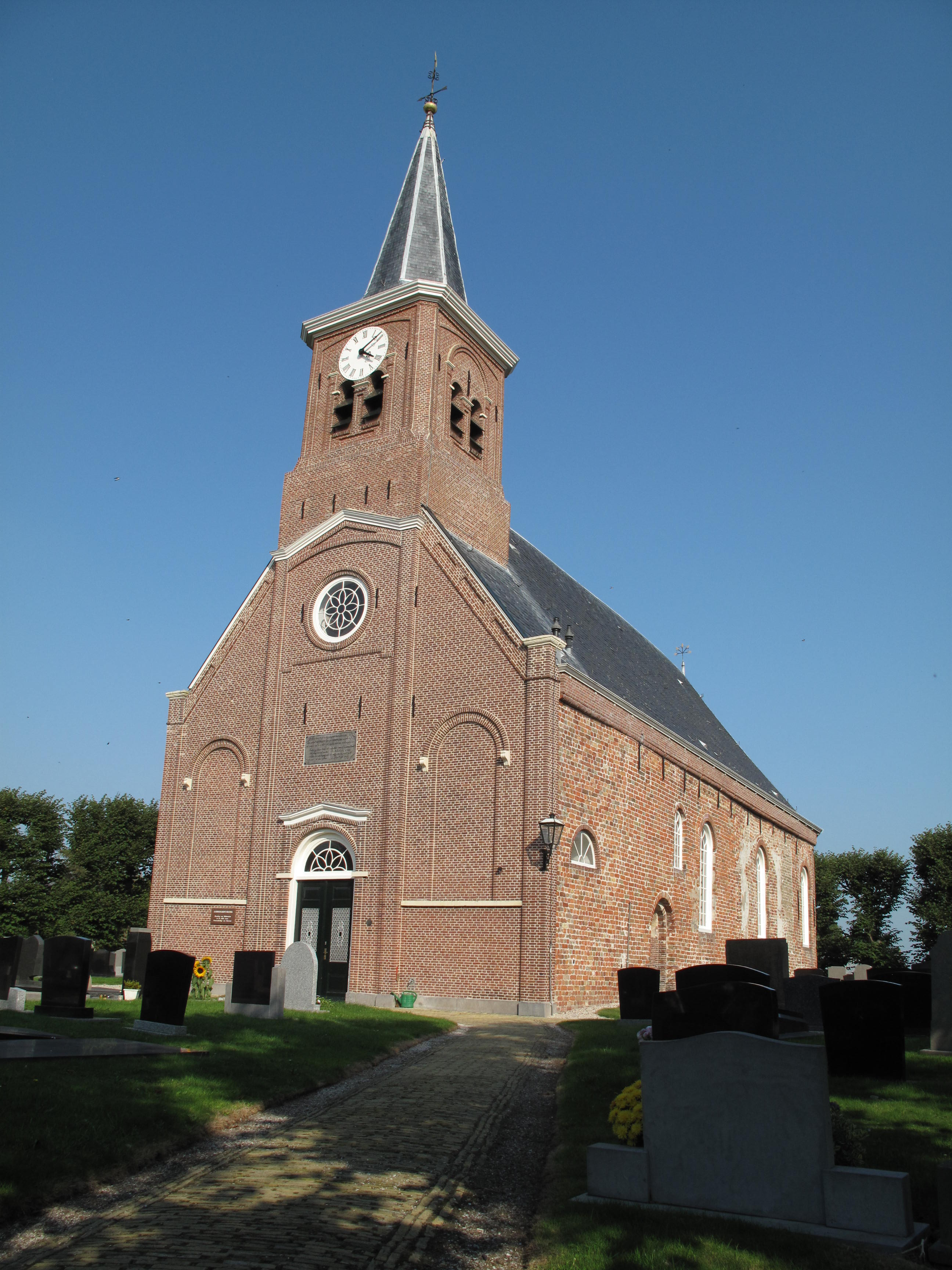
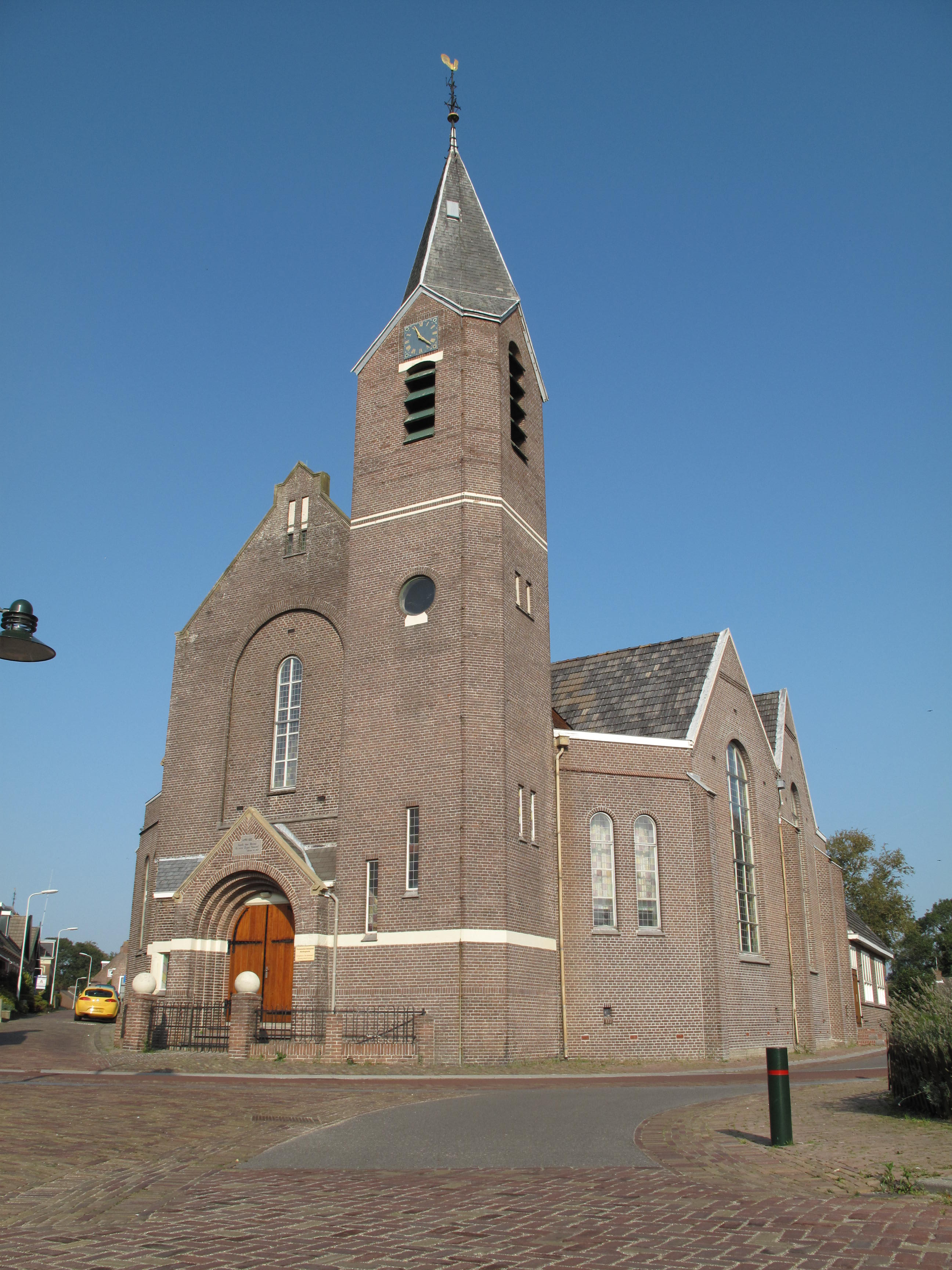